# Slávia Bratislava
Slávia Bratislava war ein slowakischer Fußballverein aus Bratislava. Er wurde 1953 auf politisches Geheiß gegründet und in die 1. Liga eingeteilt, aus der er sofort abstieg und 1954 in die dritthöchste Spielklasse eingeteilt wurde. Schon 1956 wurde der Verein wieder aufgelöst.

## Vereinsgeschichte
Im Zuge der Reorganisation des Sports in der Tschechoslowakei im Jahre 1953 entstanden im ganzen Land neue Sportvereine auf politischen Befehl. In Bratislava wurde ein Klub namens Slávia gegründet, der Studenten aus der ganzen Republik in einer Mannschaft gruppierte. Ohne sich sportlich dafür qualifiziert zu haben, wurde Slávia in die 1. Liga aufgenommen. In 13 Spielen gewannen die Hochschulstudenten nur zwei Mal und holten insgesamt sechs Punkte. Nach einem Jahr in der dritten Liga 1954 wurde Slávia vom Spielbetrieb abgemeldet und ein Jahr später aufgelöst.

## Bekannte Spieler
- Emil Svoboda
- Vladimír Bouzek

### Statistik
- 1. Tschechoslowakische Liga 1953:

| Liga                  | Platz     | Spiele | Siege | Remis | Niederlagen | Tore  | Punkte |
| Přebor republiky 1953 | 12. Platz | 13     | 2     | 2     | 9           | 17:30 | 6      |